# جووانی اینورنیزی (بازیکن فوتبال، زاده ۱۹۶۳)
جووانی اینورنیزی (ایتالیایی: Giovanni Invernizzi؛ زادهٔ ۲۲ اوت ۱۹۶۳) بازیکن فوتبال اهل ایتالیا است.
از باشگاه‌هایی که در آن بازی کرده‌است می‌توان به باشگاه فوتبال رجینا، باشگاه فوتبال کومو، باشگاه فوتبال سمپدوریا، و باشگاه فوتبال رجانا اشاره کرد. اینورنیتزی هم‌اکنون مدیر بخش آکادمی سمپدوریا است.
در دهه‌های ۱۹۸۰ و ۱۹۹۰ در حدود ۳۰۰ بازی در سری آ حضور داشت.

## افتخارات
سمپدوریا
- سری آ قهرمان: ۱۹۹۰–۹۱.
- برنده سوپر جام فوتبال ایتالیا: ۱۹۹۱.
- برنده جام حذفی فوتبال ایتالیا: ۱۹۹۳–۹۴.
- برنده جام برندگان جام اروپا: ۹۰–۱۹۸۹.

### مدیر
Bogliasco
- Coppa Italia Liguria: ۲۰۱۰–۱۱.